# Lista de deputados estaduais do Amazonas da 5.ª legislatura
Essa é uma lista de deputados estaduais do Amazonas eleitos para o período 1963-1967. Foram 30 eleitos.

## Composição das bancadas
| Partido | Líder                        | Bancada | Posição      |
| ------- | ---------------------------- | ------- | ------------ |
| PTB     | Bernardo Cabral              | 6 / 30  | Governo      |
| PSD     | Júlio Furtado Belém          | 6 / 30  | Oposição     |
| PST     | Tércio Araújo da Silva       | 5 / 30  | Governo      |
| PDC     | Anfremon D'Amazonas Monteiro | 3 / 30  | Governo      |
| PL      | João Valério                 | 3 / 30  | Governo      |
| UDN     | Vinicius Monte Conrado Gomes | 3 / 30  | Oposição     |
| PSB     | Adail Garcia de Vasconcelos  | 2 / 30  | Independente |
| PRT     | Rossini Barbosa Lima         | 2 / 30  | Independente |

## Deputados estaduais
| Número | Deputados estaduais eleitos      | Partido | Votação | Percentual | Cidade onde nasceu | Unidade federativa |
| 14970  | Bernardo Cabral                  | PTB     | 2.944   | 3,01%      | Manaus             | Amazonas           |
| 41745  | João Braga Júnior                | PSD     | 2.666   | 2,72%      | Santarém           | Pará               |
| 14905  | Darcy Augusto Michiles           | PTB     | 1.527   | 1,56%      | Manaus             | Amazonas           |
| 52601  | José Austregésilo Mendes         | PST     | 1.492   | 1,52%      | Pauini             | Amazonas           |
| 22534  | Vinícius Monte Conrado Gomes     | UDN     | 1.486   | 1,52%      | Manaus             | Amazonas           |
| 41150  | Rui Araújo                       | PSD     | 1.420   | 1,45%      | Recife             | Pernambuco         |
| 14839  | Gregório Dias                    | PTB     | 1.409   | 1,44%      | Amaturá            | Amazonas           |
| 14845  | Arlindo Augusto dos Santos Porto | PTB     | 1.382   | 1,41%      | Manaus             | Amazonas           |
| 14564  | Renato de Souza Pinto            | PTB     | 1.306   | 1,33%      | Manaus             | Amazonas           |
| 14635  | Augusto Pessoa Montenegro        | PTB     | 1.299   | 1,32%      | Tefé               | Amazonas           |
| 17871  | Anfremon D'Amazonas Monteiro     | PDC     | 1.217   | 1,24%      | Beruri             | Amazonas           |
| 17730  | Stênio Neves                     | PDC     | 1.198   | 1,22%      | Manaus             | Amazonas           |
| 41511  | Homero de Miranda Leão           | PSD     | 1.189   | 1,21%      | Maués              | Amazonas           |
| 28657  | Tupinambá de Paula e Sousa       | PRT     | 1.180   | 1,20%      | Tapauá             | Amazonas           |
| 52109  | Theomário Pinto da Costa         | PST     | 1.138   | 1,16%      | Caapiranga         | Amazonas           |
| 52969  | Alfredo Augusto Pereira Campos   | PST     | 1.120   | 1,14%      | Barcelos           | Amazonas           |
| 41383  | Danilo de Aguiar Corrêa          | PSD     | 984     | 1,00%      | Manaus             | Amazonas           |
| 52784  | Isaac de Oliveira Sabá           | PST     | 981     | 1,00%      | Silves             | Amazonas           |
| 42714  | João Valério de Oliveira         | PL      | 981     | 1,00%      | Itacoatiara        | Amazonas           |
| 40802  | Joel Ferreira da Silva           | PSB     | 978     | 1,00%      | Manaus             | Amazonas           |
| 52995  | Tércio de Araújo da Silva        | PST     | 967     | 0,98%      | Barreirinha        | Amazonas           |
| 22313  | Manoel José de Andrade Netto     | UDN     | 947     | 0,96%      | Manaus             | Amazonas           |
| 41149  | Adão de Oliveira Medeiros        | PSD     | 903     | 0,92%      | Itapiranga         | Amazonas           |
| 41997  | Júlio Furtado Belém              | PSD     | 896     | 0,91%      | Apuí               | Amazonas           |
| 22766  | Francisco Dorval Vieira          | UDN     | 849     | 0,86%      | Itamarati          | Amazonas           |
| 42836  | Francisco Guedes de Queiroz      | PL      | 829     | 0,84%      | Careiro da Várzea  | Amazonas           |
| 42493  | Francisco Cavalcante de Oliveira | PL      | 827     | 0,84%      | Japurá             | Amazonas           |
| 28401  | Rossini Barbosa Lima             | PRT     | 803     | 0,82%      | Recife             | Pernambuco         |
| 17580  | Wilson Paula de Sá               | PDC     | 794     | 0,81%      | Uarini             | Amazonas           |
| 40437  | Adail Garcia de Vasconcelos      | PSB     | 763     | 0,78%      | Humaitá            | Amazonas           |